# جيري كوني
جيري كوني (بالإنجليزية: Gerry Cooney)‏ مواليد 4 أغسطس 1956 في مانهاتن، نيويورك، الولايات المتحدة، هو ملاكم أمريكي سابق صنّف ضمن فئة الوزن الثقيل.

## إحصائيات
خاض خلال مسيرته 31 نزالا، فاز في 28 وتعادل في 0 وخسر في 3. فاز بالضربة القاضية في 24 نزالا.

## روابط خارجية
- جيري كوني على موقع بوكس ريك (الإنجليزية) (registration required)